# Бруна, Антонио
Антонио Бруна (итал. Antonio Bruna, 14 февраля 1895, Верчелли, Италия — 25 декабря 1976) — итальянский футболист, игравший на позиции защитника. Прежде всего известный по выступлениям за клуб «Ювентус», а также национальную сборную Италии.

## Клубная карьера
Во взрослом футболе начинал карьеру выступлениями за команду клуба «Оменья».
В 1919 году перешёл в «Ювентус», за который отыграл 6 сезонов. Завершил профессиональную карьеру футболиста выступлениями за команду «Ювентус» в 1925 году.

## Выступления за сборную
В 1920 году дебютировал в официальных матчах в составе национальной сборной Италии. В течение карьеры в национальной команде, которая длилась всего один год, провёл в форме главной команды страны 5 матчей. В составе сборной был участником футбольного турнира на Олимпийских играх 1920 года в Антверпене, также включался в её состав для участия в футбольном турнире на Олимпийский играх 1924 года в Париже.